# Registre d'inscription de Dobbertin

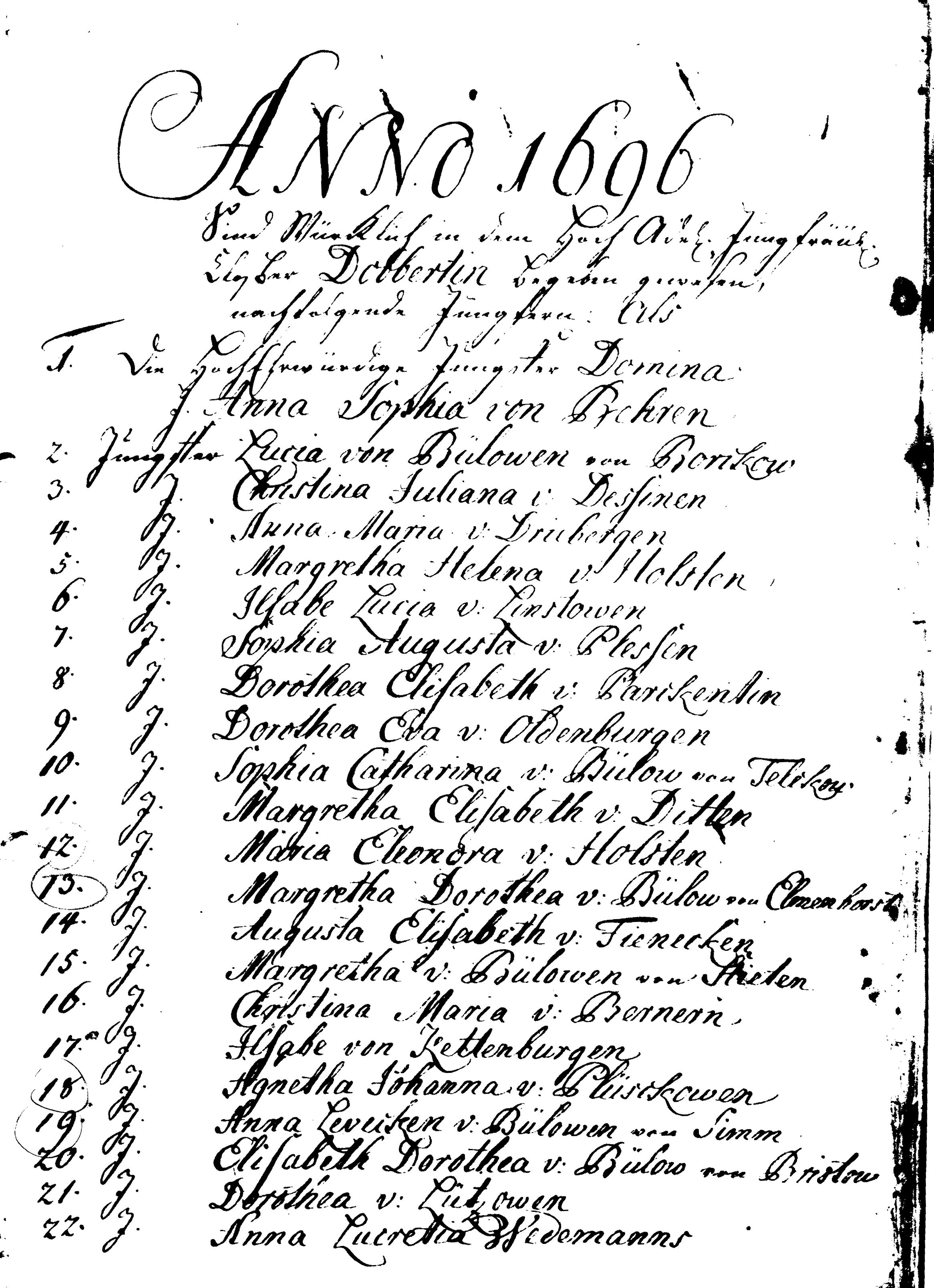
Première page du registre d'enregistrement de Dobbertin.

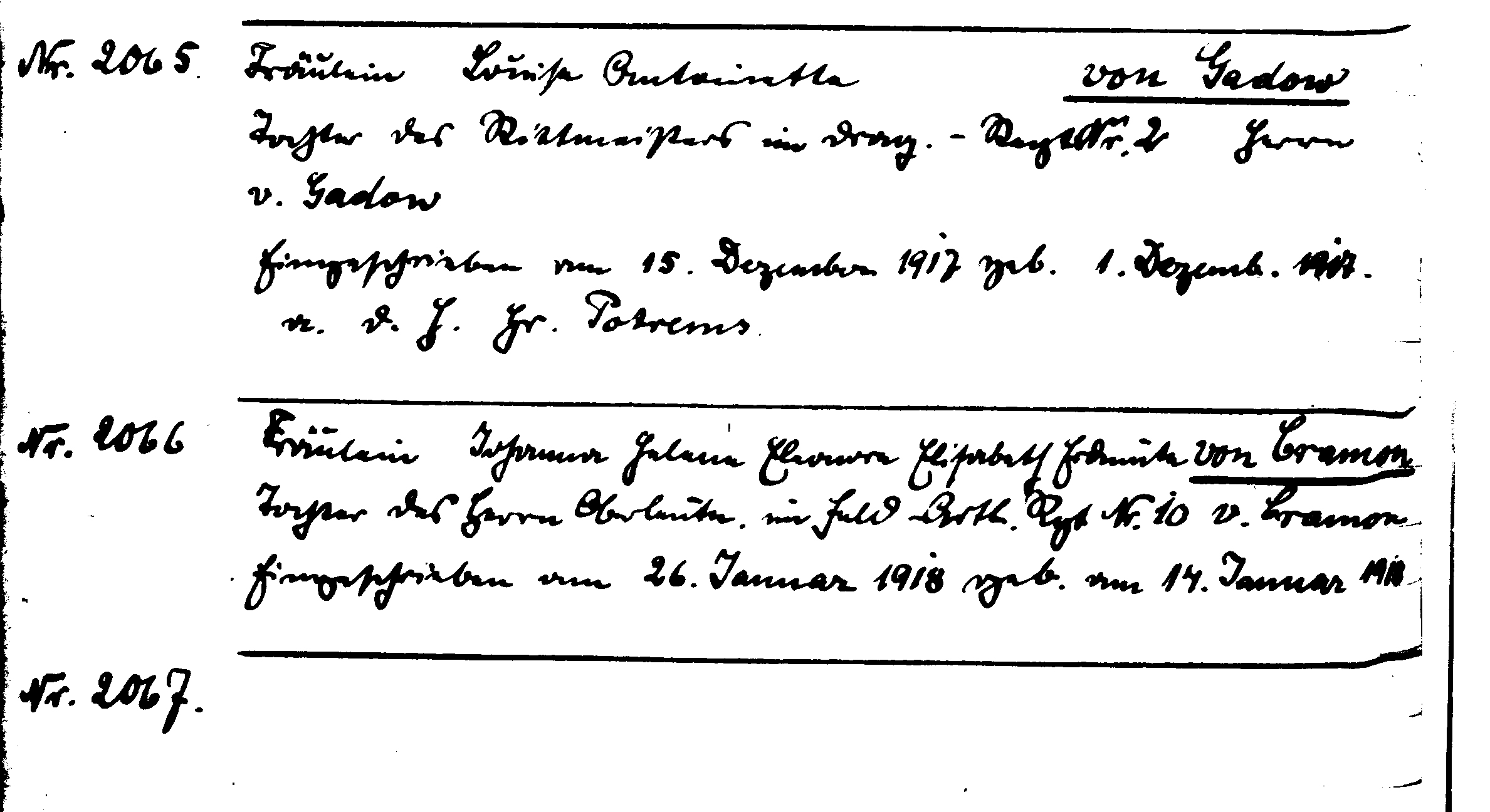
Dernières inscriptions.

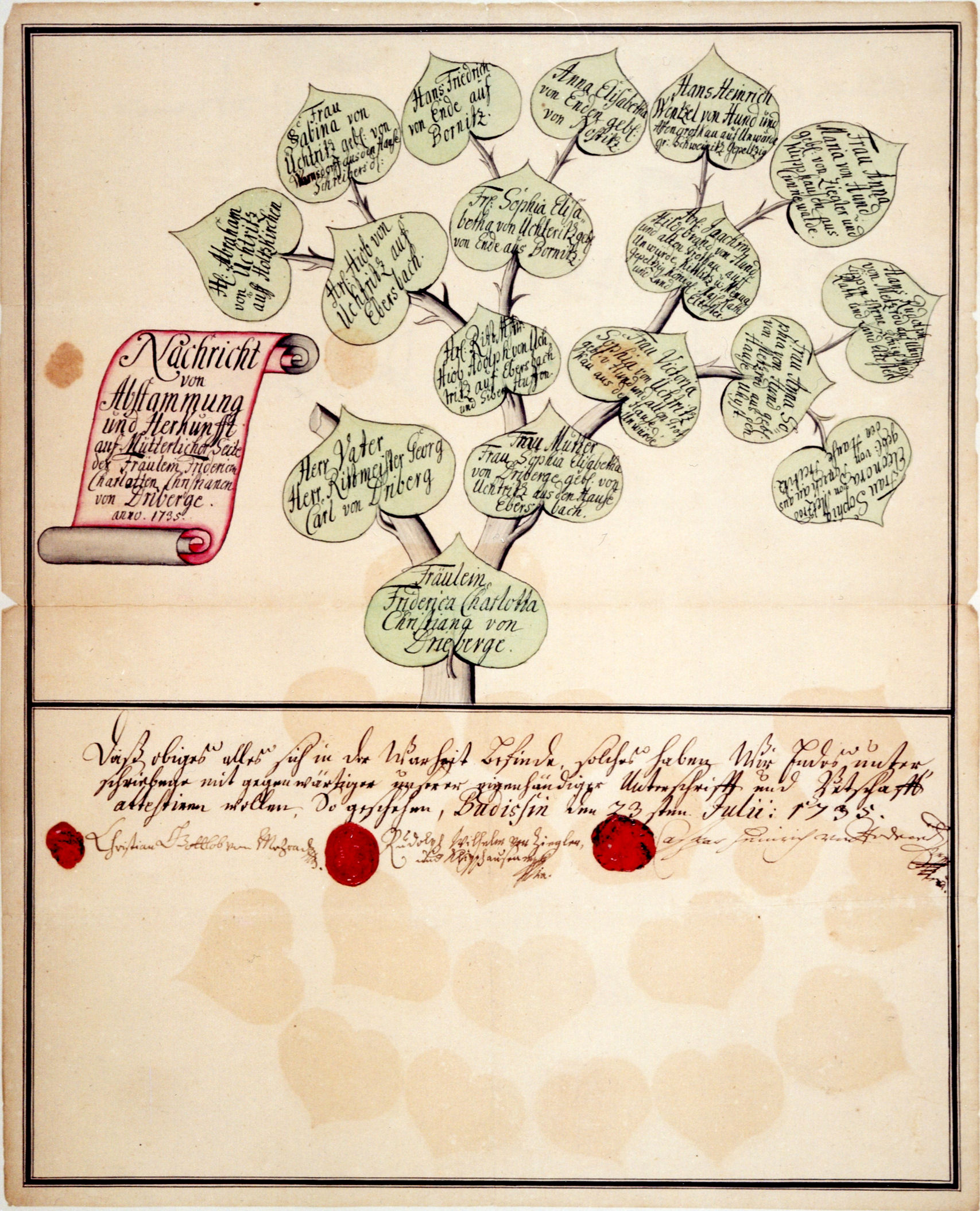
Preuve de noblesse soumise à l'abbaye de Dobbertin en 1735 pour Friederica Charlotta Christina von Drieberg.

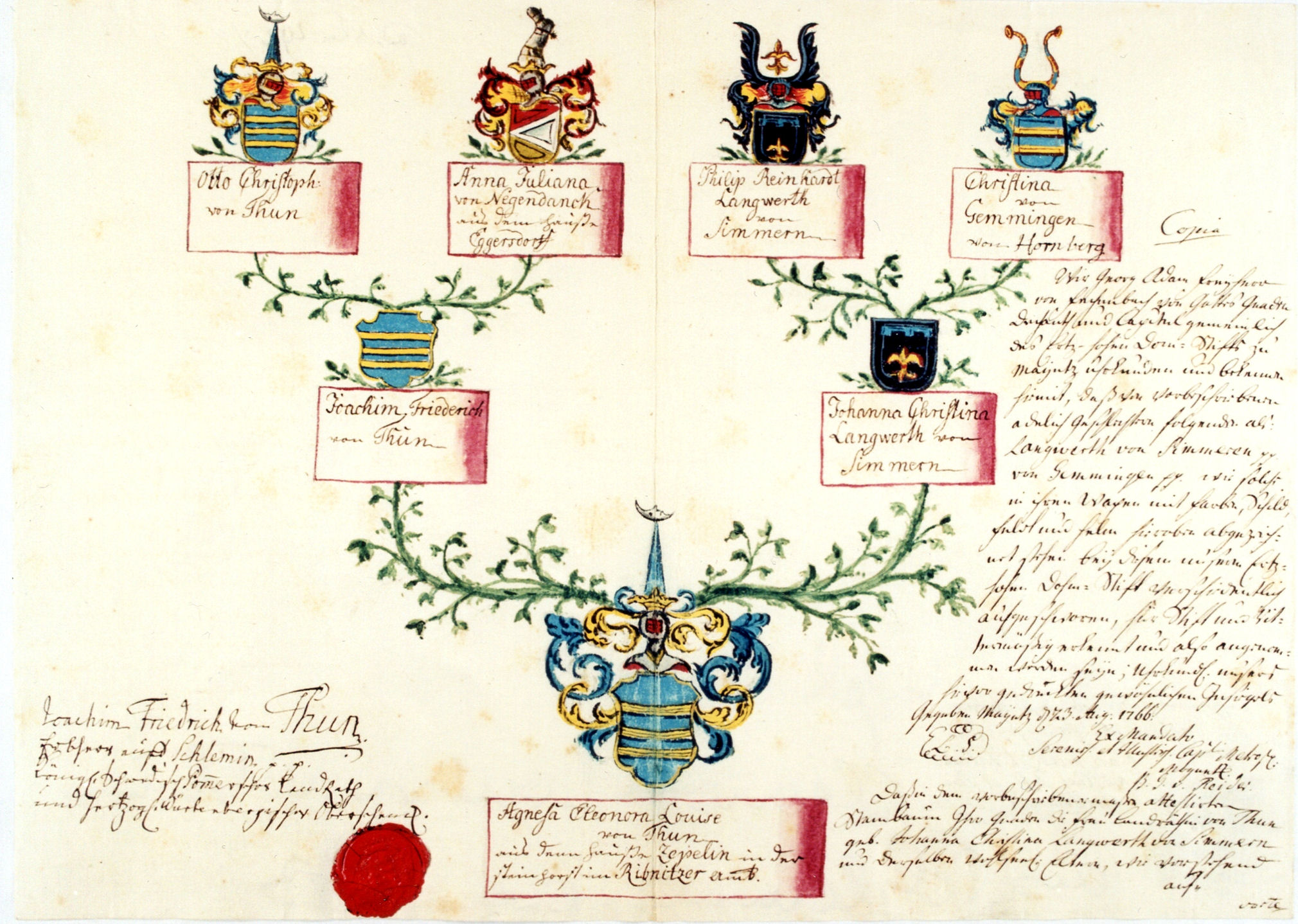
Preuve de noblesse de 1766 pour Agnesa Eleonora Louisa von Thun.

Le registre d'inscription de Dobbertin est un document concernant les filles nobles qui se sont inscrites comme conventuelles à l'abbaye de Dobbertin dans le Mecklembourg, tenu de 1696 à 1918. Ce registre, qui date de l'époque où l'abbaye est un couvent de dames nobles protestantes, contient également des informations sur l'histoire de nombreuses familles nobles du Mecklembourg. En 222 ans, 160 des familles nobles les plus connues et les plus anciennes font inscrire leurs filles à l'abbaye de Dobbertin. L'original du registre d'inscription de Dobbertin se trouve dans les archives principales d'État de Schwerin (de). Les premières conventuelles sont probablement exclusivement des filles de rang noble.
L'enrôlement des filles de familles bourgeoises pouvant siéger au conseil des bourgs ruraux mecklembourgeois n'a lieu sur des listes qu'à partir de 1737 et se termine en 1919.

## Inscriptions nobles
Lorsque, après la Réforme, les abbayes du Mecklembourg sont cédés aux chevaliers et aux paysans à partir de 1572, l'abbaye de Dobbertin est lui aussi transformé en fondation protestante de dames nobles pour l'éducation chrétienne et honorable des jeunes filles du pays. Dans les siècles qui suivent, les filles célibataires de la noblesse terrienne bénéficient des avantages de cette fondation en tant que conventuelles, également appelées chanoinesses, dames de couvent ou demoiselles.
L'admission des jeunes filles de la noblesse et, plus tard, de la bourgeoisie des villes, dans la mesure où le couvent dispose de suffisamment de moyens et de places, est d'abord l'affaire des seuls prévôts et du maître de cuisine en tant qu'officier des finances. Selon le règlement du couvent de 1572, les conditions d'admission sont entre autres, outre la religion chrétienne et la virginité, l'origine noble et la présentation d'un certificat d'ascendance.
Au début, les filles ou leurs pères achètent une prétention à une place dans un couvent. Plus tard, l'argent d'achat est transformé en argent d'inscription. Le règlement du monastère précise à ce sujet : "qu'un certain nombre de jeunes filles sont admises dans les monastères, qu'elles y apportent aussi un peu d'argent selon leur fortune pour l'entretien du monastère, et que si elles restent dans le monastère et meurent, tout doit rester au monastère..." . Dans le livre de comptes de l'abbaye de Dobbertin de 1491 à 1872, on trouve des enregistrements et des justificatifs précis des versements effectués par les prieures et, après la Réforme, par les dominae, concernant les vierges accueillies.
Après 1572, les inscriptions ont d'abord lieu sur des listes et dans quelques livres de comptes, qui ne sont pas toujours complets. Les archives principales d'État à Schwerin possèdent encore des listes de 1491 à 1560 et de 1600 à 1633 des prieurs et des filles du couvent de Dobbertin. Les originaux se trouvent aux Archives nationales danoises à Copenhague, où ils sont recopiés, comparés et certifiés par Friedrich Lisch le 17 mai 1859. On y trouve des filles des familles nobles suivantes :
- von Barold (de)
- von Bischwang (de)
- von Brockmanns
- von Dessin (de)
- Schlottmann von Freyburg (de)
- von Ganz (von Putlitz) (de)
- von Halberstadt (de)
- von Hagenow (de)
- von Kerkberg (de)
- von Koller (de)
- von Kroepelin
- von Rostke
- von Scharffenberg (de)
- von Schwerin (de)
- von Stoislaff (de)
- von Wamekow (de)

À partir de 1696, Dobbertin tient un grand registre d'inscription relié en cuir avec une série de numéros selon lesquels les places dans les monastères seraient attribuées à l'avenir. La dernière inscription a lieu le 26 janvier 1918 sous le numéro 2066 .
Le droit d'inscrire ses filles au monastère local doit devenir par la suite un privilège important de l'ancienne noblesse et de la noblesse indigène du Mecklembourg. Grâce à ces inscriptions, les parents assurent à leurs filles une retraite régulière dès leur plus jeune âge. C'est pourquoi, quelques jours seulement après la naissance, ils inscrivent leur fille aînée à Dobbertin, la seconde à l'abbaye de Malchow (de) et la troisième à l'abbaye de Ribnitz. Avant l'époque des dépêches et du téléphone, l'inscription est encore difficile : dès les jours précédant la naissance d'un enfant, quelques chevaux de selle sont en permanence prêts dans l'écurie du noble propriétaire d'un manoir du Mecklembourg. Si une fille vient à naître, il faut immédiatement envoyer un palefrenier avec la nouvelle et faire inscrire l'enfant au plus vite auprès du cuisinier de l'abbaye de Dobbertin. En effet, le cuisinier ne procède à l'ordre d'inscription qu'après présentation de l'argent d'inscription. Souvent, la rapidité de l'inscription est décisive pour l'admission ultérieure, en particulier lorsque d'anciennes candidates se marient, décèdent ou se voient refuser la reconnaissance de leur aptitude au couvent. L'examen de la capacité monastique est l'affaire des provisoires. Pour obtenir une expectative, c'est-à-dire une prétention à une place dans un couvent, il faut fournir un certificat d'ascendance. L'acte de naissance de la grand-mère paternelle et des grands-parents maternels doit être présenté avec le tableau généalogique. Dans les cas douteux, la décision, mais aussi la confirmation de l'aptitude au monastère, est toujours prise par le parlement d'État.
Lorsqu'une place au couvent se libère, la prochaine demoiselle inscrite peut prendre sa place après y avoir été invitée. En règle générale, 32 conventuelles vivent à Dobbertin. Comme le nombre d'inscriptions dépasse le nombre de places disponibles, il n'est pas rare que les demoiselles doivent attendre un certain temps avant d'obtenir un quart ou une moitié d'élévation, comme on appelle le revenu sans effort au couvent
Le 22 avril 1974, Elisabeth-Charlotte, comtesse de Bassewitz, née le 20 avril 1891 au château de Schlitz (de) et inscrite sous le numéro 1824, est la dernière conventuelle du couvent à résider à Dobbertin. Elle est inhumée dans le cimetière historique de l'abbaye (de).

## Inscriptions bourgeoises/civiles
Avant 1606, nous n'avons que peu d'informations sur les filles de bourgeois et leur admission au sein de la Convention des nobles. Lors de la diète du 25 juin 1606, les villes de Sternberg se sont plaintes auprès du duc afin de ne pas exclure leurs filles, ce que la chevalerie rejette. Les livres de comptes encore disponibles ne mentionnent pas non plus d'inscriptions.
En 1696, une liste des vingt-deux conventuelles du couvent de jeunes filles de Dobbertin est établie. À partir de 1698, des procès-verbaux de révision détaillés sont rédigés.
En 1723, les campagnes sont encore exclues de l'attribution des postes monastiques. Ce n'est que par décision du Parlement le 14 novembre 1737 à Güstrow que les villes bénéficient "par part spéciale" à Dobbertin de trois places de monastère bourgeoises/civiles à plein tarif,. En 1634, la demande du pasteur Tobias Dornkeill de Lunebourg et, en 1650, la demande de Nicolaus Bergmann, en tant que baron personnel du duc Adolphe-Frédéric de Mecklembourg, d'accueillir sa sœur Ilselbe au monastère sont rejetées. La place et l'admission de la fille de la bourgeoisie de Sternberg, Anna Wolter, à l'abbaye de Dobbertin, attribuées en 1634 lors de la diète de Sternberg sur le Judenberg, sont considérées comme un cas particulier et exceptionnel. Fille du conseiller de la cour de Mecklembourg et notaire Dr. Ludovici Wolter, elle se voit attribuer sans fondement juridique le prochain poste vacant. Après 1655, la demoiselle Elisabeth Jams et, à partir de 1685, la demoiselle Anna Lukretia Wedemann rejoignent chacune le couvent de Dobbertin comme une autre «demoiselle», à propos de laquelle il y a eu un débat houleux dans les parlements d'État.
Jusqu'en 1919, les inscriptions se font selon les mêmes conditions et formalités d'admission que pour les filles de la noblesse, mais sans preuve d'ascendance. À Dobbertin, jusqu'à trois postes monastiques sont occupés par des filles de la bourgeoisie. Mais elles se classent toujours en dernière position parmi les 32 conventuelles du couvent monastique.
Les filles de maires et de magistrats viennent des villes de Brüel, Bützow, Crivitz, Dömitz, Goldberg, Grabow, Grevesmühlen, Güstrow, Laage, Malchin, Malchow, Neubrandenburg, Neustrelitz, Parchim, Rehna, Röbel/Müritz, Sternberg, Teterow, Waren (Müritz), Warin, Schwaan, Schwerin et Tessin.

## Familles nobles inscrites dans le registre d'inscription
Le tableau suivant donne un aperçu de la noblesse inscrite dans le livre avec le nombre de filles inscrites.
| Nombre d'inscriptions de filles | Famille                           |
| ------------------------------- | --------------------------------- |
| 13                              | von Arenstorff (de)               |
| 13                              | von Arnim                         |
| 13                              | von Barner (de)                   |
| 65                              | von Bassewitz und Gräfinnen       |
| 26                              | von Behr                          |
| 10                              | von Behr-Nagendanck               |
| 2                               | von Below (de)                    |
| 36                              | von Bernstorff und Gräfinnen      |
| 2                               | von Bibow (de)                    |
| 68                              | von Blücher und Gräfinnen         |
| 9                               | von Boddien (de)                  |
| 1                               | von Biel (de)                     |
| 1                               | von Böhl (de)                     |
| 29                              | von Both                          |
| 5                               | von Bothmer und Gräfinnen         |
| 4                               | von Borck(e) (de)                 |
| 13                              | von Brandenstein und Baronessen   |
| 5                               | von Bredow                        |
| 14                              | von Buch (de)                     |
| 3                               | von Buchwaldt                     |
| 188                             | von Bülow                         |
| 9                               | von Cramon (de)                   |
| 1                               | von Dessin (de)                   |
| 36                              | von Dewitz                        |
| 2                               | von Ditten (de)                   |
| 5                               | von Döring                        |
| 4                               | von Dorne (de)                    |
| 8                               | von Drieberg (de)                 |
| 16                              | von Engel (de)                    |
| 1                               | von Eyben (de)                    |
| 10                              | von Fabrice (de)                  |
| 9                               | von Ferber (de)                   |
| 2                               | von Finecke (de)                  |
| 40                              | von Flotow                        |
| 6                               | von Forstner                      |
| 5                               | von Gadow (de)                    |
| 4                               | von Gamm (de)                     |
| 11                              | von Gentzkow (de)                 |
| 4                               | von Gloeden (de)                  |
| 1                               | von Gülich (de)                   |
| 4                               | von Grabow (de)                   |
| 26                              | von Graevenitz                    |
| 4                               | von Grambow (de)                  |
| 8                               | von Gundlach (de)                 |
| 1                               | von Haeseler (de)                 |
| 2                               | von Hagen                         |
| 7                               | von Hahn (de) und Gräfinnen       |
| 27                              | von Hammerstein und Baronessen    |
| 2                               | von Hardenberg (de) und Gräfinnen |
| 3                               | von Heyden                        |
| 18                              | von Hobe (de)                     |
| 21                              | von Holstein und Gräfinnen        |
| 2                               | von Hopffgarten                   |
| 5                               | von Jasmund (de)                  |
| 4                               | von Kahlden (de)                  |
| 4                               | von Karstedt (de)                 |
| 25                              | von Kamptz                        |
| 9                               | von Kardorff (de)                 |
| 10                              | von Ketelhodt (de)                |
| 9                               | von der Kettenburg (de)           |
| 1                               | von Keyserlingk                   |
| 2                               | von Klinggräff (de)               |
| 11                              | von dem Knesebeck (de)            |
| 6                               | von Knuth (de)                    |
| 2                               | von Koenemann (de)                |
| 27                              | von Kohlhans-Stralendorff (de)    |
| 11                              | von Koppelow (de)                 |
| 3                               | von Koseboth (de)                 |
| 1                               | von Koss (de)                     |
| 1                               | von Krackewitz (de)               |
| 4                               | von Kruse (de)                    |
| 2                               | von Ladiges (de)                  |
| 7                               | von Laffert (de)                  |
| 9                               | von der Lancken (de)              |
| 6                               | von Langen (de)                   |
| 3                               | von Langermann-Erlenkamp (de)     |
| 4                               | von Leers (de)                    |
| 13                              | von Lehsten (de)                  |
| 2                               | von Lepel (de)                    |
| 25                              | von Levetzow                      |

| Nombre d'inscriptions de filles | Famille                           |
| ------------------------------- | --------------------------------- |
| 8                               | von Linstow (de)                  |
| 18                              | von Lowtzow (de)                  |
| 26                              | von Lücken (de)                   |
| 59                              | von der Lühe (de)                 |
| 48                              | von Lützow (de) und Baronessen    |
| 1                               | von Marschall                     |
| 20                              | von Mecklenburg (de)              |
| 6                               | von Meding (de)                   |
| 18                              | von Meerheimb (de) und Baronessen |
| 1                               | von Meyenn (de)                   |
| 3                               | von Möllendorff                   |
| 16                              | von Moltke                        |
| 9                               | von Müller                        |
| 11                              | von Moltzahn                      |
| 16                              | von Maltzahn                      |
| 33                              | Baronessen von Maltzahn           |
| 20                              | Baronessen von Maltzan            |
| 2                               | Gräfinnen von Maltzan             |
| 1                               | von Negendanck (de)               |
| 1                               | von Normann                       |
| 107                             | von Oertzen                       |
| 13                              | von Oldenburg (de)                |
| 6                               | von der Osten                     |
| 6                               | von Passow (de)                   |
| 1                               | von Peccatel (de)                 |
| 4                               | von Petersdorff                   |
| 19                              | von Pentz (de)                    |
| 1                               | von Perkentin (de)                |
| 56                              | von Plessen und Baronessen        |
| 10                              | von Plüskow (de)                  |
| 18                              | von Preen (de)                    |
| 27                              | von Pressentin                    |
| 8                               | von Pritzbuer (de)                |
| 13                              | von Quitzow (de)                  |
| 7                               | von Raben (de)                    |
| 5                               | von Rantzau (de)                  |
| 16                              | von Raven (de)                    |
| 20                              | von Restorff (de)                 |
| 1                               | von Reventlow (Reventlau)         |
| 14                              | von Rieben (de)                   |
| 7                               | Gräfinnen von Rittberg (de)       |
| 4                               | von Rodde                         |
| 32                              | von Rohr                          |
| 1                               | von Saldern (de)                  |
| 31                              | von Schack (de)                   |
| 4                               | von Scheel (de)                   |
| 2                               | von Schencken                     |
| 5                               | von Scheve (de)                   |
| 8                               | von Schlieffen (de)               |
| 22                              | von Schuckmann (de)               |
| 2                               | Gräfinnen von der Schulenburg     |
| 6                               | Gräfinnen von Schwerin (de)       |
| 2                               | von Schwichelt (de)               |
| 7                               | von Sperling (de)                 |
| 4                               | von Spörcken (de)                 |
| 1                               | von Staffeldt (de)                |
| 11                              | von Stenglin (de)                 |
| 1                               | von Stern                         |
| 2                               | von Stensloff                     |
| 7                               | von Storch (de)                   |
| 8                               | von Thomstorff (de)               |
| 7                               | von Thun (de)                     |
| 3                               | von Tornow (de)                   |
| 1                               | von Treuenfels (de)               |
| 14                              | von Vieregge (Viereck)            |
| 1                               | von Vogelsang (de)                |
| 15                              | von Voß (de) und Gräfinnen        |
| 1                               | von Wackerbarth (de)              |
| 13                              | von Waldow (de)                   |
| 4                               | von Walsleben (de)                |
| 7                               | von Wangelin (de)                 |
| 5                               | von Warburg                       |
| 6                               | von Warnstedt (de)                |
| 21                              | von Weltzien (de)                 |
| 4                               | von Wenckstern (de)               |
| 1                               | von Wendessen (de)                |
| 13                              | von Wickede (de)                  |
| 24                              | von Winterfeld (de)               |
| 18                              | von Zepelin/Zeppelin              |
| 23                              | von Zülow (de)                    |